# Carbay
Carbay är en kommun i departementet Maine-et-Loire i regionen Pays de la Loire i nordvästra Frankrike. Kommunen ligger i kantonen Pouancé som tillhör arrondissementet Segré. År 2022 hade Carbay 276 invånare.

## Befolkningsutveckling
Antalet invånare i kommunen Carbay
| Referens: INSEE |